# Ramón Muñiz
Pour les articles homonymes, voir Muniz.
Muñiz  Vázquez est un nom espagnol. Le premier nom de famille, en général paternel, est Muñiz ; le second, en général maternel, souvent omis, est Vázquez.
José Ramón Muñiz Vázquez, né le 19 avril 2002 à Guadalajara, est un coureur cycliste mexicain.

## Biographie
En 2018, Ramón Muñiz est sacré champion du Mexique du contre-la-montre cadets. L'année suivante, il termine troisième de la poursuite par équipes aux championnats panaméricains juniors (moins de 19 ans). Il devient ensuite champion du Mexique sur route juniors en 2020. 
Lors de la saison 2021, il remporte notamment le championnat panaméricain de l'américaine, aux côtés de Jorge Peyrot. Il représente par ailleurs son pays lors de la Coupe des Nations sur piste, où il finit troisième de la poursuite par équipes à Cali. En octobre 2022, il se classe deuxième d'une étape du Tour du Guatemala. 
En 2023, il devient double champion du Mexique espoirs (moins de 23 ans), dans la course en ligne et le contre-la-montre. Il fait également partie des cyclistes mexicains sélectionnés pour le Tour de l'Avenir. Bon grimpeur, il termine neuvième d'une étape de montagne au col de la Loze. Il tient ensuite un rôle d'équipier pour son leader et compatriote Isaac Del Toro, qui remporte le classement général.

## Palmarès sur route

### Par année
- 2018
  -  Champion du Mexique du contre-la-montre cadets
- 2019
  - 1re étape de la Vuelta al Lago Sierra
- 2020
  -  Champion du Mexique sur route juniors
  - 2e du championnat du Mexique du contre-la-montre juniors
- 2023
  -  Champion du Mexique sur route espoirs
  -  Champion du Mexique du contre-la-montre espoirs
  - 3e étape du Giro Texcoco
  - Clásica del Noreste
  - 2e du Giro Texcoco
- 2024
  -  Champion du Mexique sur route espoirs
  -  Champion du Mexique du contre-la-montre espoirs
  -  Médaillé de bronze du championnat panaméricain sur route espoirs
- 2025
  - Copa Ángel Zapopan Romero :
    - Classement général
    - 1re étape

  - 5e étape du Tour Por La Paz
  - 2e étape du Tour of the Gila
  - 1re et 3e étapes de la Vuelta Hortitec
  - Clásica Lunes del Cerro
  - 2e du Tour Por La Paz
  - 2e de la Vuelta Hortitec
  - 3e du Tour of the Gila

### Classements mondiaux
| Année                                 | 2023  | 2024 |
| ------------------------------------- | ----- | ---- |
| Classement mondial                    | 2308e | 729e |
| UCI America Tour                      | nc    | 83e  |
|                                       |       |      |
| Légende : nc = non classéSource : UCI |       |      |

## Palmarès sur piste

### Coupe des Nations
- 2021
  - 3e de la poursuite par équipes à Cali

### Championnats panaméricains
- Guadalajara 2019
  -  Médaillé de bronze de la poursuite par équipes juniors
- Lima 2021
  -  Médaillé d'or de l'américaine (avec Jorge Peyrot)
- Lima 2022
  -  Médaillé de bronze de la poursuite par équipes

### Championnats nationaux
- 2021
  -  Champion du Mexique de course aux points
  - 3e du championnat du Mexique de l'américaine